# Дуэт Александр Гейнц и Сергей Данилов
Алекса́ндр Гейнц и Серге́й Дани́лов — ленинградский дуэт авторской песни, лауреат XV-го Грушинского фестиваля (1988 год).

## Биография
- Александр Геннадьевич Гейнц  (род. 23 октября 1961 года, Ленинград), проживал в Санкт-Петербурге.
  - 1984 год — окончил Ленинградский государственный педагогический институт им А. И. Герцена.
    - Специальность: учитель физики и астрономии.
    - Музыкальное образование: кружок баяна, 4 года.
    - Играет на 6-струнной гитаре.
    - Работал менеджером по продаже горнолыжного оборудования.

  - Участник песенного дуэта вместе с Сергеем Даниловым; поют, в основном, собственные песни.
  - 1977 год — начал писать песни;
    - первая совместная с С. Даниловым песня: «Сонет».

  - 1988 год — лауреат Грушинского фестиваля в номинации «дуэт».
  - 2002 год — работа в Москве над альбомом «Реставрация» Нателлы Болтянской.
  - Женат; двое детей: дочь и сын.
  - 2010 год — переехал в США.
  - 2023 год — вернулся в Россию
  - Хобби — горные лыжи.

- Сергей Владиленович Данилов (род. 26 ноября 1961 года, Ленинград), проживает в Санкт-Петербурге.
  - 1984 год — окончил Ленинградский государственный педагогический институт им А.И. Герцена.
    - Специальность: учитель физики и астрономии.
    - Директор Академической гимназии №56 им. М.Б.Пильдес
    - Играет на 6-струнной гитаре.

  - 1979 год — начал писать песни; многие из них написаны в соавторстве с А. Гейнцем.
  - Участник песенного дуэта вместе с Александром Гейнцем; поют, в основном, собственные песни.
  - 1988 год — лауреат Грушинского фестиваля в номинации «дуэт».
    - Также, лауреат фестивалей в Снечкусе и Сосновом Бору.

  - 2001 год:
    - диск «Точка возврата», при участии гитариста Павла Пашкевича
    - принимал участие в создании альбома санкт-петербургского автора, друга и учителя Юрия Белова «Ясновидящий»

  - 2003 год — принимал участие в создании альбома Юрия Белова «Выходной»
  - Хобби — компьютерные игры, рок-музыка, научная фантастика.

- 1994 год — в СПб вышла книга песен А.Гейнца и С.Данилова «Возвращение к зимнему лесу».

## Дискография
- 1999 год — «Океан»,
- 2000 год — «Перевал»,
- 2004 год — «Арктика»,
- 2005 год — «Дары данайцев»,
- 2006 год:
  - «Концерт в Ленинградском зоопарке. Полная версия»
  - «С надеждой на чудо» (DVD),
- 2007—2008 годы — «Острова»,
- 2010 год — «Молитва»,
- 2011 год — «Избранное»,
- 2012 год — «Christmas Songs» — сборник песен для детей на английском языке

и другие.

### Некоторые бардовские песни
- «В самолёте Ленинград-Магадан».
- «От тебя на юго-запад».
- «Песня о полярной авиации». (Мы пойдём над снежными полями…)
- «Посвящение Фее».
- «Светлая печаль».
- «Синие крокусы» (авторство неизвестно).
- «Сонет».

## Интересные факты
В дальнейшем, к дуэту присоединился третий участник: Андрей Лобанов.